# Fodina shisana
Fodina shisana là một loài bướm đêm trong họ Noctuidae.